# Aeroporto Internacional de Tasquente
O Aeroporto Internacional de Tasquente (em uzbeque: Toshkent Xalqaro Aeroporti) (IATA: TAS, ICAO: UTTT) é um aeroporto internacional localizado na cidade de Tasquente, capital do Uzbequistão, sendo o principal aeroporto do país e o mais movimentado da Ásia Central, têm dois terminais, um para voos internacionais e outro para voos domésticos, também é o principal hub para a Uzbekistan Airways.